# Dimonikaea descarpentriesi
Dimonikaea descarpentriesi (лат.) — вид жуков-листоедов (Chrysomelidae), единственный в составе рода Dimonikaea из трибы земляные блошки (Alticini, Galerucinae). Африка: Республика Конго (Dimonika) и Габон. Мелкие жуки (около 5 мм) желтоватого цвета. Обладают прыгательными задними ногами с утолщёнными бёдрами. Усики 11-члениковые (3-й сегмент короче первого). 4-11-й членики усиков вытянутые (не округлые), 3-й членик усиков равен по длине четвёртому. Первый членик задних лапок латерально сжатый. Питаются растениями.